# Ривьер-дю-Лу
Ривье́р-дю-Лу (фр. Rivière-du-Loup, досл.: «Волчья река») — небольшой город в нижнем течении реки Святого Лаврентия в области Низовье Святого Лаврентия (фр. Bas-Saint-Laurent), в канадской провинции Квебек. Население — 19192 жителя (2010).

## Географическое положение
Город расположен на южном берегу эстуария реки Святого Лаврентия. Его набережная обращена к северу, благодаря чему город отличается необычайно живописными алыми закатами.

## История
Первое европейское поселение на месте Ривьер-дю-Лу было основано французами в 1673 году, когда Французская Вест-Индская компания передала эту территорию Новой Франции в пользование своему бывшему агенту Шарлю Обер де Ла Шене (фр. Charles Aubert de La Chesnaye). В 1845—1919 годах город также носил название Фразервилль, по имени одного из последних франкоканадских сеньоров.

## Население и язык
В структуре населения города выделяются франкоканадцы, а точнее — квебекцы. Распространён французский язык, в деловой сфере иногда используется и английский.